# 横浜市立南戸塚小学校
横浜市立南戸塚小学校（よこはましりつ　みなみとつかしょうがっこう）は、神奈川県横浜市戸塚区戸塚町にある公立小学校。
全学級18クラス全児童382人。

## 沿革
- 1971年（昭和46年）9月1日 - 横浜市立戸塚小学校から独立開校。
- 2001年（平成13年）4月1日 - 横浜市立下郷小学校分離独立。

## アクセス
- JR東海道線 ‐ 戸塚駅から徒歩20分。
- 戸塚駅西口バス乗り場より法務局前下車、徒歩5分。[2]